# ماتیاس بدر
ماتیاس بدر (انگلیسی: Matthias Bader؛ زادهٔ ۱۷ ژوئن ۱۹۹۷) بازیکن فوتبال اهل آلمان است.
از باشگاه‌هایی که در آن بازی کرده‌است می‌توان به باشگاه فوتبال کارلسروهه اشاره کرد.
وی همچنین در تیم‌های ملی فوتبال جوانان آلمان، و جوانان آلمان، و جوانان آلمان، و جوانان آلمان، بازی کرده‌است.